# Коростелёва (деревня)
Коростелёва — деревня Ирбитского муниципального образования Свердловской области России. 

## География
Деревня Коростелёва «Ирбитского муниципального образования» находится в 20 километрах (по автотрассе в 22 километре) к востоку-юго-востоку от города Ирбит, на правом берегу реки Кирга правого приток река Ница. В окрестностях деревни расположены озёра-старицы.

## Население
| 2002 | 2010 | 2021 |
| ---- | ---- | ---- |
| 125  | ↗141 | ↗150 |